# ادمار (بازیکن فوتبال زاده ۱۹۸۱)
ادمار (انگلیسی: Edmar؛ زادهٔ ۲۷ مارس ۱۹۸۱) بازیکن فوتبال اهل برزیل است.
وی همچنین در تیم ملی فوتبال زیر ۲۰ سال برزیل بازی کرده‌است.